# Cendrillon
Cendrillon é um filme francês de 1899 dirigido pelo pioneiro do cinema Georges Méliès, baseado no conto de fadas Cinderela (em francês:  Cendrillon) recontado por Charles Perrault.
Aparece com os números 219-224 no catálogo da Star Film Company.

## Elenco
- Bleuette Bernon
- Jeanne d'Alcy
- Georges Méliès

## Tintura
Na época do cinema mudo, alguns filmes foram pintado à mão, especialmente os filmes da Europa, tais como os de Georges Méliès. Méliès começou seu trabalho mais cedo com tingimento a mão, em 1897, tendo em Cendrillon um dos primeiros exemplos de filme pintado à mão, em que a cor era uma parte crítica da cenografia ou mise an scene; para tonalizar era usada a oficina de Elisabeth Thuillier, em Paris, com equipes de artistas do sexo feminino adicionando camadas de cor para cada quadro, à mão.